# Череза (Торино)
Череза је насеље у Италији у округу Торино, региону Пијемонт.
Према процени из 2011. у насељу је живело 3 становника. Насеље се налази на надморској висини од 982 м.